# Richard Burns Rally
Richard Burns Rally (рус. Ралли Ричарда Бёрнса; сокр. RBR) — симулятор раллийных гонок. Игра представлена на платформах PC, PlayStation 2, Xbox и Gizmondo. Издатель — SCi. Разработчик симулятора — Warthog. В разработке участвовал и сам чемпион мира по ралли 2001 года Ричард Бёрнс. В России игру локализовала компания Бука.
В арсенале игры отличный физический движок (например, куда более популярная серия игр Colin McRae Rally во многом уступает RBR в этом отношении). Изначально игра была задумана и реализована как однопользовательская. Также не предполагалось, что к игре будут выходить какие-либо модификации. Более того, разного рода события, в первую очередь несвоевременная смерть после долгой болезни самого Ричарда Бёрнса в 2005 году, поставили крест на создании продолжения. Но большое интернет-сообщество поклонников симулятора не даёт делу остановиться. Выходят различные модификации, проходят сетевые заезды.

## Резюме
В игре представлено 8 автомобилей.
Эта игра, по мнению многих пользователей, является одним из самых реалистичных и сложных гоночных симуляторов. Изначально игра не имела поддержки пользовательского контента, но большое онлайн сообщество всё же сумело сделать много модификаций. На встречу им пошли Warthog, выпустив инструмент для помощи создания модификаций. Игра представляла собой автономный режим гоночной игры, но благодаря всё тем же модификациям позволяет играть и онлайн-игры.
Кроме смерти Ричарда Бёрнса на создание сиквела повлияло и то, что Warthog продан Gizmondo, которая обанкротилась в 2006 году. С момента издания игры, издатель SCi приобрёл Eidos Interactive в предложении all-share.

## Отзывы и критика
| Сводный рейтинг        | Сводный рейтинг |
| Агрегатор              | Оценка          |
| ---------------------- | --------------- |
| GameRankings           | 75,14 %         |
| Metacritic             | 74/100          |
| Иноязычные издания     |                 |
| Издание                | Оценка          |
| CVG                    | 72%             |
| Edge                   | 7/10            |
| OXM                    | 6.5/10          |
| PC Gamer (UK)          | 83%             |
| PC Zone                | 77%             |
| GamesMaster            | 88%             |
| PC Format              | 80%             |
| PlayStation 3 Magazine | 66%             |

У игры были смешанные, но в основном положительные отзывы. Общий консенсус заключается в том, что «с беспрецедентным фотореалистичным графическим качеством, лучший водитель Ралли Великобритании проведет вас через вашу карьеру, в качестве водителя ралли. Richard Burns Rally — это игра, которая бросит вызов, и поразит любого поклонника видеоигр автоспорта. Richard Burns Rally — одна из самых точных игр. Каждый аспект современного ралли был точно смоделирован, чтобы позволить игроку испытать жизнь в качестве водителя ралли высшего класса.»